# Crise de Kodori de 2006
A Crise de Kodori de 2006 eclodiu no final de julho de 2006 no Vale de Kodori, Abecásia, quando um líder da milícia local declarou sua oposição ao governo da Geórgia, que enviou forças policiais para desarmar os rebeldes. A parte superior do Vale de Kodori era naquela época a única parte da Abecásia, uma república separatista da Geórgia, não controlada pelas autoridades abecásias.

## Antecedentes

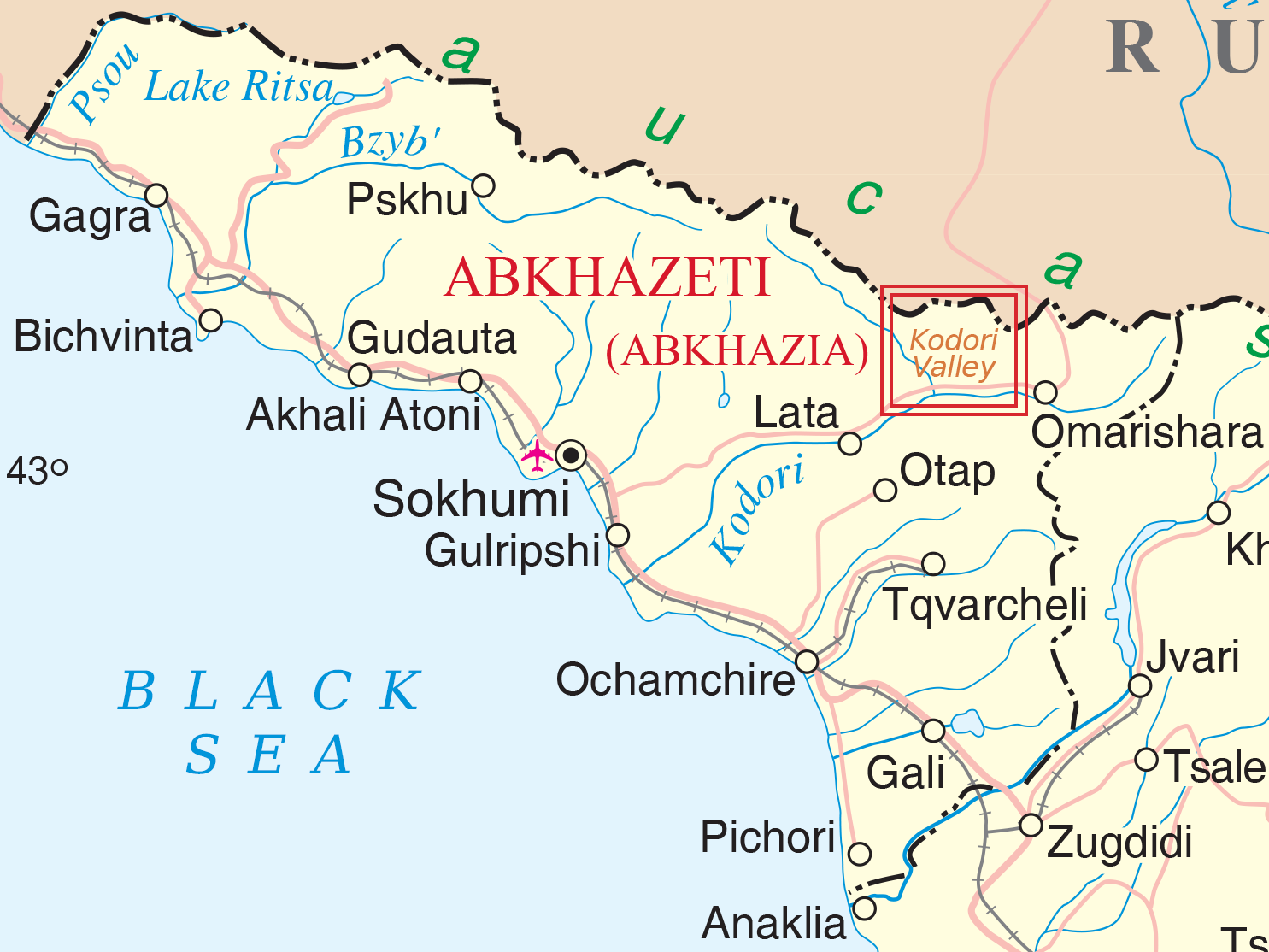
Mapa da Abecásia mostrando a localização do Vale de Kodori.

O Vale de Kodori, com suas paisagens florestais e montanhas rochosas, encontra-se nas montanhas do Grande Cáucaso, no canto nordeste da Abecásia. Apesar de várias tentativas abecásias para obter a posse deste desfiladeiro estratégico habitado pelos esvanos, um subgrupo local do povo georgiano, a parte superior do desfiladeiro nunca esteve sob controle dos separatistas desde a Guerra da Abecásia. Manteve-se sob controle precário do governo central da Geórgia, porém o governo da região foi efetivamente controlado, até a crise de 2006, pela autoridade local e senhor da guerra Emzar Kvitsiani, que já liderou a defesa do desfiladeiro contra as forças separatistas abecásias na condição de comandante da milícia local Monadire (literalmente: "caçador") e um enviado nomeado pelo ex-presidente da Geórgia Eduard Shevardnadze. Após a expulsão de Shevardnadze na Revolução Rosa, em 2003, o novo governo da Geórgia dissolveu da força Monadire e aboliu o cargo de Kvitsiani. Houve também fortes suspeitas sobre o envolvimento de Kvitsiani em contrabando e outras atividades criminosas como o fornecimento de abrigo para vários criminosos procurados pela polícia georgiana.

## Crise de Julho de 2006

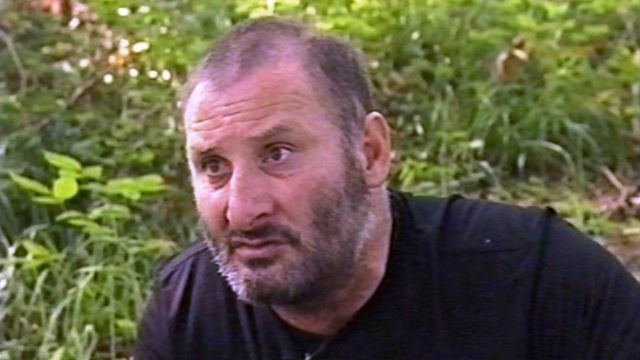
Emzar Kvitsiani, senhor da guerra georgiano.

A crise iniciou em 22 de julho de 2006, quando Kvitsiani rearmou os seus milicianos e desafiou as autoridades centrais da Geórgia afirmando que resistirá a qualquer tentativa das autoridades de desarmar suas milícias. As tentativas de negociar a rendição foram em vão e os milicianos recusaram um ultimato enviado pelo ministro do Interior georgiano, Vano Merabishvili. O governo da Geórgia despachou, em 25 de julho, um forte destacamento da polícia e das forças de segurança para desarmar o líder paramilitar rebelde. As informações oriundas do desfiladeiro eram em grande parte escassas e não confirmadas, uma vez que as autoridades inicialmente se recusaram a fazer qualquer comentário. Mais tarde, em 25 de julho, Aleksandre Lomaia, o Ministro da Educação e Ciência, confirmou que a operação policial planejada estava em andamento com o objetivo de restaurar a ordem constitucional na região de Kodori. De acordo com a televisão georgiana Rustavi 2, os rebeldes supostamente haviam recebido suprimentos de alimentos e munições pelos militares da Abecásia e pelas forças de paz da Rússia estacionadas na Abecásia. Rustavi 2 também informou que um helicóptero das forças de paz russas pousou na área controlada pela milícia para fornecer comida aos rebeldes, porém não pode voltar à sua base, porque os georgianos ameaçaram derrubá-lo. 
De acordo com relatos oficiais, as forças governamentais controlavam a maior parte do desfiladeiro partir do final de 26 de julho, forçando a rendição dos rebeldes. Outros, incluindo Kvitsiani, se esconderam pelas florestas circundantes, e vários feridos foram registrados em ambos os lados. A morte de um civil em um tiroteio entre os rebeldes e a polícia também foi confirmada. Em 27 de julho, o ministro da Defesa da Geórgia, Irakli Okruashvili, disse em sua entrevista televisionada, que a principal fase da operação foi concluída com sucesso, já que a maioria dos rebeldes se rederam ou foram capturados. Ele disse também, que a revolta "foi uma provocação planejada em um país estrangeiro."
No final de 28 de julho, todas as aldeias no desfiladeiro estavam controladas pelas forças do governo. Uma enorme quantidade de armas e munições também foram encontradas no desfiladeiro. Kvitsiani, de acordo com declarações da Geórgia, conseguiu fugir para Sucumi, capital da Abecásia.

## Reações
Com o início da operação policial georgiana, os russos e as autoridades de facto da Abecásia expressaram as suas preocupações sobre a presença das forças georgianas nos arredores imediatos da zona de conflito. A liderança da Abecásia avaliou que qualquer infiltração no Vale de Kodori por unidades armadas da Geórgia como uma grave violação do acordo sobre o cessar-fogo e retirada das forças de 14 de maio de 1994 e do protocolo de maio de 1998, segundo a qual o lado georgiano havia assumido a obrigação de não enviar forças armadas no desfiladeiro. As autoridades russas e da Abecásia advertiram que o uso da força em Kodori poderia conduzir a um novo conflito na região. 
As autoridades georgianas negaram as acusações, afirmando que as únicas forças que operam no desfiladeiro são a polícia e os serviços de segurança, o que não constitui uma violação dos acordos de cessar-fogo anteriores. Negam as acusações de que as forças georgianas estejam planejando prosseguir o seu caminho para os territórios controlados pelos separatistas, reiterando, que a Geórgia pretende resolver os conflitos separatistas através de meios pacíficos. Em 26 de julho, Jaap de Hoop Scheffer, secretário-geral da OTAN, em seu encontro com o primeiro-ministro da Geórgia, Zurab Noghaideli, também expressou seu apoio à posição da Geórgia para os problemas na Abecásia e da república separatista da Ossétia do Sul.